# Station Marino
Station Marino  is een spoorwegstation in  Holywood in het Noord-Ierse graafschap Down. Het station  ligt aan de lijn Belfast - Bangor.